# Catarina Sousa
Pour les articles homonymes, voir Sousa.
Catarina Welvitchia Sousa, née le 27 avril 2000, est une nageuse angolaise.

## Carrière
Catarina Sousa participe aux Jeux olympiques de 2020 à Tokyo, où elle est éliminée en séries du 100 mètres nage libre. 
Elle remporte aux Championnats d'Afrique de natation 2021 à Accra la médaille de bronze sur 4 × 200 mètres nage libre avec Maria Lopes de Freitas, Rafaela Santo et Lia Ana Lima, battant le record d'Angola datant de 1999 avec un temps de 9 min 14 s 26, ainsi que la médaille de bronze sur 200 mètres nage libre, sur 4 × 100 mètres quatre nages et sur 4 × 100 mètres quatre nages mixte.